# Пика
 Тази статия е за цвета при игра на карти.  За оръжието вижте Копие.  За животното вижте Пики.
Пика е един от четирите цвята при игра на карти. В бридж и бридж-белот е цветът с най-висока стойност. Често се асоциира със смърт.

## Кодове на символите
Unicode – използва символите U+2660 и U+2664:
♠ ♤
HTML – използва цифров код и мнемоника &#9824; и &spades;:
♠

## В другите езици
- Немски: Pik
- Английски: Spades
- Френски: Pique
- Испански: Picas
- Италиански: Picche
- Руски: Пики

## Примери
| Асо       | 2         | 3        | 4      | 5       |
| --------- | --------- | -------- | ------ | ------- |
| асо пика  | 2 пика    | 3 пика   | 4 пика | 5 пика  |
| 6         | 7         | 8        | 9      | 10      |
| 6 пика    | 7 пика    | 8 пика   | 9 пика | 10 пика |
| Вале      | Дама      | Поп      |        |         |
| вале пика | дама пика | поп пика |        |         |